# Diócesis de Lacedemonia
La Diócesis de Lacedemonia (en griego: Μητρόπολις Λακεδαίμονος/Λακεδαιμονίας) fue una provincia eclesiástica cristiana en Laconia, Grecia. Existió al menos desde mediados del siglo V y se convirtió en metrópoli en 1083. Durante el período de dominio franco, entre aproximadamente 1209 y 1278, estuvo en manos de prelados católicos y sigue siendo una sede titular (vacante) de la Iglesia católica. La sede ortodoxa griega fue restaurada con la reconquista bizantina en la década de 1270 y continuó hasta su abolición en 1852.

## Historia

### Establecimiento y primer período bizantino
El cristianismo llegó a Laconia y a su capital, Esparta, en el siglo I d. C., y la primera iglesia mencionada en Esparta data de alrededor del año 150 d. C. Al igual que el resto del Peloponeso, la comunidad cristiana de Esparta estaba bajo la jurisdicción de la sede de Corinto. Un tal Hosios fue el primer obispo de Esparta del que se tiene constancia, en 458; la sede se llamaba Lacedemonia, que era el nombre común de Esparta y su región circundante en la época bizantina.
La Crónica de Monemvasia afirma que los habitantes de Esparta abandonaron su ciudad rumbo a Sicilia debido a las invasiones eslavas de finales del siglo VI, y que no fue hasta principios del siglo IX que el emperador Nicéforo I reconstruyó la ciudad y la repobló con colonos griegos y armenios.  Sin embargo, en el Sexto Concilio Ecuménico de 681, participó Teodosio, «obispo de la ciudad de los lacedemonios», y el obispado de «Lakedeón» está atestiguado en una Notitia Episcopatuum de c. 800.
Con la elevación del obispado de Patras a sede metropolitana en 806, Lacedemonia (junto con los obispados de Modona y Corone) pasó de Corinto a Patras; Lacedemonia asumió el primer rango (protothronos) entre los sufragáneos de Patras. En 869-870, el obispo de Lacedemonia fue Teocletos, quien participó en el concilio ecuménico convocado por el patriarca Ignacio. Su sucesor, Antonio, participó en el concilio de 879-880 convocado por el patriarca Focio. Poco se sabe de la historia eclesiástica de la región desde entonces hasta la llegada de san Nikon el Metanoeita en las últimas tres décadas del siglo X. Su hagiografía proporciona mucha información, aunque no siempre fiable, sobre la zona, incluida la existencia de una comunidad judía y de eslavos todavía paganos, en los que Nikon centró su actividad misionera.
El 1 de enero de 1083, aproximadamente, el obispado de Lacedemonia fue elevado a la categoría de metrópoli; su obispo, Teodosio, se convirtió en el primer metropolitano. La nueva metrópoli contaba con tres sufragáneos: Amyclae, Pissa y de los Ezeroi.

### Períodos francos y segundos bizantinos
Tras la cuarta cruzada, la mayor parte del Peloponeso fue ocupada por los cruzados francos y se convirtió en el Principado de Acaya; la propia Lacedemonia fue ocupada, aparentemente sin mucha resistencia, poco después de 1209, ya que no se menciona en el Tratado de la Sapienza firmado en junio de ese año. En sus conquistas, los cruzados conservaron la estructura eclesiástica ortodoxa griega existente, pero instalaron prelados católicos. Debido a la escasez del elemento católico, pero también al escaso alto clero disponible, en 1222-1223 varias sedes menores, que habían tenido una existencia bastante teórica bajo el dominio franco o que nunca fueron ocupadas tras el desalojo de sus obispos ortodoxos, fueron abolidas y fusionadas con las sedes mayores: así, en 1222, Amiclas se unió a Lacedemonia, seguida en 1223 por la sede de Helos, que había permanecido vacante tras la conquista franca.
Lacedemonia vivió un período de esplendor a mediados del siglo XIII, cuando el príncipe Guillermo II de Villehardouin la estableció como su residencia y comenzó a construir la fortaleza de Mistrá en las cercanías. Sin embargo, tras el restablecimiento de la presencia bizantina en Laconia y el inicio de las guerras entre bizantinos y aqueos en 1263, la mayoría de los habitantes huyeron a Mistrá. Entre 1270 y 1272, Lacedemonia cayó en manos de los bizantinos, y en 1278, el último obispo católico, Aimón, fue trasladado a la sede de Corone.  Al mismo tiempo, su homólogo ortodoxo restaurado fijó su residencia en Mistrá. Lacedemonia sigue siendo una sede titular de la Iglesia católica, con 18 titulares desde 1514. Ha estado vacante desde 1967.
A pesar de la restauración del dominio bizantino, la sede permaneció vacante o fue otorgada a otros prelados varias veces durante el segundo período bizantino. Así, después de 1272, la sede estuvo en manos del metropolitano de Monemvasia, mientras que en 1289 fue otorgada al distinguido erudito y exiliado metropolitano de Creta (una posesión veneciana), Nicéforo Moschopoulos. En 1316, Lacedemonia se unió a la sede de Patras, que permaneció bajo dominio franco, y se le dio el obispado de Kernitsa como sufragáneo único. Esto duró hasta mediados de siglo, cuando la Metrópolis de Patras fue nuevamente separada (e instalada en el monasterio de Mega Spilaion), mientras que Lacedemonia recibió a Amiclas como sufragáneo. El renacimiento cultural y espiritual que experimentó el Despotado bizantino de Morea condujo a un aumento en la construcción de iglesias y monasterios, especialmente en la capital del Despotado, Mistrá.
Durante los caóticos últimos años del Despotado de Morea, la sede de Lacedemonia parece haber estado vacante; el último metropolitano conocido de Lacedemonia fue Metodio, que participó en el Concilio de Florencia en 1436. Después de 1450, la sede parece haber sido administrada por el erudito y sacerdote Juan Eugenio (hermano de Marco Eugenio) como su comisario.

### Período otomano
El Despotado de Morea pasó a manos otomanas en 1460, lo que marcó el inicio del lento declive de Mistrá. La historia de la Metrópoli de Lacedemonia durante el primer siglo de dominio otomano es oscura: el primer Metropolitano nombrado, Jeremías, no está documentado hasta 1541-1546, y entonces no residió en su sede, sino que fue miembro permanente del sínodo del Patriarcado de Constantinopla. Esta pauta de ausencia es seguida en gran medida por los pocos prelados que se sabe que presidieron la sede en las décadas posteriores. El más importante de ellos fue Teodosio, quien ocupó el trono metropolitano de 1575 a 1592.
En 1601, el ateniense Ezequiel fue elegido metropolitano, pero falleció poco después, siendo sucedido por el antiguo Gran Protosincelo del Patriarcado de Constantinopla, Crisanto Láscaris. Desde la época de Crisanto y sus sucesores inmediatos, Dionisio, Joasaf y Gabriel, los metropolitanos volvieron a residir en su sede, aunque pasaban la mayor parte del tiempo en la corte patriarcal de Constantinopla. Tras la conquista veneciana del Peloponeso a mediados de la década de 1680, la península permaneció bajo dominio veneciano durante treinta años, hasta la reconquista otomana en 1715. El período veneciano vio un breve resurgimiento de la jerarquía católica en el Peloponeso junto a la ortodoxa, que las autoridades venecianas intentaron controlar intentando, con poco éxito, imponer sus propios nombramientos para las sedes episcopales ortodoxas.
Tras la restauración del dominio otomano, en 1764, el metropolitano Ananías Teófilis-Lampardis fue decapitado por los turcos frente a su catedral en Mistrá, por conspirar contra el dominio turco. Unos años más tarde, tras la fallida Revuelta de Orlov, el Peloponeso sufrió las incursiones de las tropas albanesas irregulares invitadas por los turcos para ayudar a sofocar la rebelión. En febrero de 1777, el entonces metropolitano de Lacedemonia, Neófito, fue asesinado por los albaneses. Durante el período otomano tardío, la diócesis de Lacedemonia contaba con tres sufragáneos: los obispados de Vresthene, Cariópolis y Maltzine.

### Periodo moderno
En el momento del estallido de la Guerra de Independencia griega en marzo de 1821, el metropolitano titular Crisanto era viejo y casi ciego, pero un papel destacado en los días iniciales de la revuelta lo desempeñó el obispo de Vresthena, Teodoreto II, que era miembro de la Filiki Etaireia y se desempeñó como vicepresidente del Senado del Peloponeso. Crisanto murió en 1823, y la sede metropolitana fue administrada por Daniel Kouloufekis, obispo de Charioupolis, como locum tenens. Tras el establecimiento del Reino independiente de Grecia y la declaración de la autocefalia de la Iglesia de Grecia, en noviembre de 1833 la jerarquía de la Iglesia se reorganizó para que coincidiera con los nuevos límites administrativos. Daniel Kouloufekis fue instalado formalmente como metropolitano, y el Metropolitano de Lacedemonia se convirtió en la sede principal de toda la prefectura de Laconia, con siete sufragáneas: Sellasia (antiguo obispado de Vresthene), Epidavros Limira (antigua metrópoli de Monemvasia), Gytheio, Asini (antiguo obispado de Lageia), Oitylo, Zygos y Kardamyli. Gradualmente, durante los siguientes años, varias de las sedes sufragáneas se fusionaron en la sede metropolitana, comenzando con Kardamyli (1834), Oitylo, Epidavros y Zygos (1841), Gytheio (1842) y Asini (1852). En 1837, además, la sede de la metrópoli se trasladó de Mistrá a la moderna ciudad de Esparta. Como resultado de la fusión con Epidauro, heredero de la antigua sede de Monemvasia, el Metropolitano de Lacedemonia adquirió el título de "Exarca del Peloponeso" y la denominación "Toda Santidad", concedida al Metropolitano de Monemvasia en 1301.
Tras el fallecimiento de Daniel Kouloufekis en diciembre de 1844, la sede permaneció vacante y fue gobernada por un comité hasta el 9 de abril de 1852, fecha en que se reorganizó de nuevo la jerarquía eclesiástica. Laconia quedó dividida en tres sedes: el obispado de Gitión, el obispado de Oitylo y el nuevo arzobispado de Monemvasia y Esparta, que sustituyó a la metrópoli de Lacedemonia.

## Lista de obispos y metropolitanos
- Teodosio (ca. 681)
- Juan I (after 843)[8]
- Pitano o Potino[8]
- Ireneo[8]
- Basilio[8]
- San Teocleto (ca. 869)[9]
- Antonio (ca. 879–880)[10]
- Basilio (ca. 900)[11]
- Nicéforo[12]
- Eustacio[12]
- Leoncio[12]
- Juan II[12]
- Teodoreto (ca. 960/970)[13]
- Teopempto de Atenas (ca. 998)[14]
- Teodosio II[15]
- Lucas[15]
- Juan III[15]
- Teodosio III (ca. 1082/83, first metropolitan)[15]
- Miguel[15]
- Soterico[15]
- Basilio[15]
- Juan IV[15]
- Juan V el Monje[15]
- Nicetas (ca. 1166)[15]
- Juan VI (ca. 1173–77)[16]
- Nicetas (ca. 1200)[17]
- Teodosio IV (ca. 1272)[16]
- Juan VII (ca. 1285)[17]
- Nicéforo Moschopoulos (1289 – at least 1315/6)[17]
- Gregorio Boutas (ca. 1324)[18]